# Józef Zając (generał)

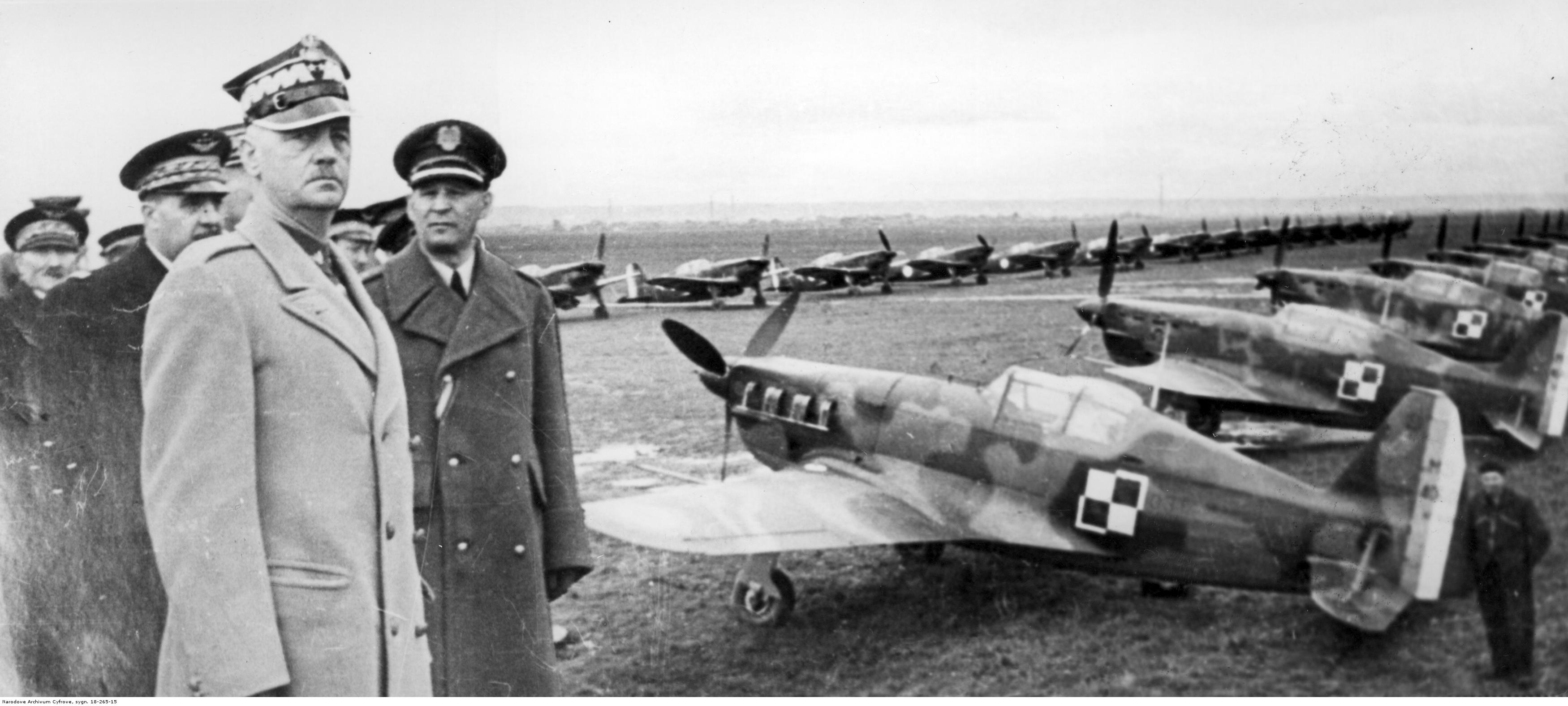
Wizyta gen. Władysława Sikorskiego w ośrodku szkoleniowym Polskich Sił Powietrznych w Bron 27 marca 1940 r.; gen. Józef Zając pierwszy z prawej

Józef Ludwik Zając (ur. 14 marca 1891 w Rzeszowie, zm. 12 grudnia 1963 w Ottawie) – generał dywizji pilot Wojska Polskiego, działacz niepodległościowy, kawaler Orderu Virtuti Militari.

## Życiorys
Józef Ludwik Zając urodził się 14 marca 1891 roku w Rzeszowie w rodzinie Szymona i Izabeli z Kowalskich. Do gimnazjum uczęszczał w Rzeszowie (1901–1903) i w Wadowicach, gdzie zdał maturę w 1909 roku. Następnie studiował na Wydziale Filozoficznym Uniwersytetu Jagiellońskiego w Krakowie. W grudniu 1915 roku ukończył studia doktoranckie, otrzymując stopień naukowy doktora filozofii za pracę o widzeniu przestrzennym: Der vertikale Schnitt das monokularen Sehraumes.
W latach 1912–1914 należał do Związku Strzeleckiego, w którym ukończył szkołę oficerską. W sierpniu 1914 roku wstąpił do Legionów Polskich, pełniąc początkowo służbę w 3 pułku piechoty jako dowódca plutonu, kompanii, batalionu i pułku. W czerwcu i lipcu 1917 roku przebywał na kursie szkoleniowym w Ostrowi Mazowieckiej, będąc jednocześnie polskim dowódcą kursu. W lipcu 1917 roku dowodził 6 pułkiem piechoty, a 1 sierpnia 1917 roku objął dowództwo 5 pułku piechoty. We wrześniu został dowódcą 3 pułku piechoty Polskiego Korpusu Posiłkowego w Przemyślu. Odbył kampanię karpacką, besarabską i wołyńską, był dwukrotnie ranny. 15 marca 1918 roku przeszedł z II Brygadą gen. Józefa Hallera na Ukrainę, po czym pełnił funkcję dowódcy 15 pułku strzelców w II Korpusie Polskim. 11 maja 1918 roku w bitwie pod Kaniowem dostał się do niewoli niemieckiej, z której zbiegł, przedostając się do Francji.
W grudniu 1918 roku został skierowany na kurs doskonalenia oficerów w Quintin z jednoczesnym pełnieniem funkcji dowódcy polskiej grupy. Po ukończeniu kursu w styczniu 1919 roku został przydzielony do francuskiego dowódcy obozów szkoleniowych Armii Polskiej we Francji. Dwa miesiące później objął dowodzenie pułkiem szkolnym Dywizji Instrukcyjnej. Od maja 1919 roku, po przyjeździe do Polski, przewodniczył Komisji Regulaminów i Tłumaczeń Dyrekcji Wyszkolenia Armii gen. Józefa Hallera, jednocześnie pełniąc funkcję dowódcy grupy szkół piechoty w Modlinie i Rembertowie.
Od sierpnia do października tegoż roku był członkiem Centralnej Komisji Wyszkolenia Ministerstwa Spraw Wojskowych. Pod koniec października 1919 roku został skierowany na studia do francuskiej Wyższej Szkoły Wojennej (franc. École Supérieure de Guerre) w Paryżu.
Po powrocie z Francji do kraju został od razu skierowany na front toczącej się wojny polsko-bolszewickiej. 17 sierpnia 1920 roku powierzono mu stanowisko szefa sztabu najpierw Grupy Operacyjnej „Dolna Wisła” 5 Armii, a następnie – Północnej Grupy Operacyjnej 2 Armii. Od 10 października 1920 roku pełnił funkcję szefa sztabu 3 Armii.
W maju 1921 roku został I oficerem sztabu generała broni Tadeusza Rozwadowskiego, Inspektora Armii Nr II w Warszawie. Od 16 stycznia 1922 roku pełnił funkcję szefa Oddziału I Sztabu Generalnego. 8 czerwca 1922 roku został wcielony do 3 Pułku Piechoty Legionów jako oddziału macierzystego. W kwietniu 1923 roku ukończył kurs informacyjny przy Wyższej Szkole Wojennej w Warszawie, a w październiku 1924 roku – kurs informacyjny dla generałów i pułkowników w Paryżu. 1 grudnia 1924 roku został awansowany na generała brygady. Od 16 grudnia 1925 roku czasowo pełnił obowiązki I zastępcy szefa Sztabu Generalnego.
12 kwietnia 1926 roku został mianowany dowódcą 23 Dywizji Piechoty w Katowicach. 27 kwietnia 1936 roku powierzono mu pełnienie obowiązków dowódcy Okręgu Korpusu Nr V w Krakowie, po czym 20 lipca tegoż roku został dowódcą Okręgu Korpusu Nr VI we Lwowie. W poniedziałek 3 sierpnia 1936 roku Prezydent RP mianował go Inspektorem Obrony Powietrznej Państwa. Stanowisko inspektora objął po tragicznej śmierci generała dywizji Gustawa Orlicz-Dreszera. Od 5 stycznia 1937 roku był jednocześnie dowódcą Obrony Przeciwlotniczej Ministerstwa Spraw Wojskowych. W 1937 roku ukończył kurs pilotażu w eskadrze sztabowej w Warszawie pod kierunkiem kapitana Henryka Wierszyłły. 4 maja 1939 roku uzyskał prawo noszenia odznaki pilota wojskowego III klasy. Latał na samolotach: RWD-8, PWS-24, Lublin R-XIII i RWD-14 Czapla. Od 21 maja do 1 września 1939 roku pełnił funkcję wiceprzewodniczącego ZHP. Od marca 1939 roku oraz w czasie kampanii wrześniowej był Naczelnym Dowódcą Lotnictwa i Obrony Przeciwlotniczej.
Po przegranej kampanii wrześniowej w 1939 roku przedostał się przez Rumunię do Francji, gdzie 6 października tegoż roku powierzono mu pełnienie obowiązków dowódcy Lotnictwa i Obrony Przeciwlotniczej. 22 lutego 1940 roku został dowódcą Polskich Sił Powietrznych.
9 października 1939 roku w dniu przyjazdu do Francji przewodniczący ZHP Michał Grażyński utworzył Naczelny Komitet Wykonawczy ZHP, w skład którego (oprócz Grażyńskiego) weszli: wiceprzewodniczący ZHP Józef Zając, hm. Maria Kapiszewska oraz komisarz międzynarodowy ZHP hm. Henryk Kapiszewski. Komitet, będąc instytucją ZHP, miał działać eksterytorialnie, podobnie jak i Rząd Rzeczypospolitej. Powstanie Komitetu prezydent RP Władysław Raczkiewicz zaakceptował już 13 października 1939 roku, gdy otrzymał pisemną wiadomość od Grażyńskiego. Komitet został w listopadzie 1939 uznany przez Światowe Biuro Skautowe za reprezentację ZHP.
Po klęsce Francji, w ostatnich dniach czerwca 1940 roku ewakuował się z portu Bayonne „Batorym” do Plymouth w Wielkiej Brytanii, gdzie 1 lipca 1940 roku został pozbawiony dotychczasowego stanowiska. We wrześniu 1940 roku otrzymał nominację na zastępcę dowódcy I Korpusu w Szkocji. Rok później objął dowództwo Wojska Polskiego na Środkowym Wschodzie. 3 maja 1942 roku został awansowany do stopnia generała dywizji.
Po ewakuacji Armii Polskiej w ZSRR na Bliski Wschód od dnia 12 września tegoż roku do marca 1943 roku był zastępcą dowódcy Armii Polskiej na Wschodzie, a potem (do sierpnia 1943) – dowódcą I Korpusu Pancerno-Motorowego w Szkocji. Następnie do 1946 roku pełnił funkcję Inspektora Wyszkolenia Wojska.
Po demobilizacji w 1948 roku osiedlił się w Edynburgu w Szkocji, gdzie rozpoczął studia z dziedziny psychologii i historii sztuki, otrzymując w 1951 roku po raz drugi stopień naukowy doktora filozofii z zakresu psychologii. Do 1957 roku pracował na Uniwersytecie Edynburskim. W 1954 roku odbył podróż naukową do Stanów Zjednoczonych, gdzie wygłosił odczyty na kilku uczelniach. Członek Polskiego Towarzystwa Naukowego na Obczyźnie. Rozpoczął współpracę z zagranicznymi czasopismami naukowymi („British Journal of Psychology”, „American Journal of Psychology”, a po 1956 roku – także z krajowymi („Przegląd Psychologiczny”, „Estetyka”).
W 1957 roku Józef Zając przeprowadził się do Kanady. W tym czasie wspólnie z małżonką postanowili przekazać kolekcję obrazów dla przyszłego Muzeum Śląskiego w Katowicach. Kolekcja 108 obrazów i 1765 grafik odpłynęła 7 listopada 1957 roku na statku „Jarosław Dąbrowski” do Polski. 17 czerwca 1958 roku zostały po raz pierwszy przedstawione społeczeństwu na wystawie w Muzeum Górnośląskim w Bytomiu, gdy ofiarodawcy już mieszkali w Ottawie w Kanadzie. Tak więc – czytamy w katalogu wystawy – spełniło się moje i żony życzenie, aby przyczynić się do powiększenia zbiorów sztuki w Polsce, a także aby dać wyraz naszej łączności ze społeczeństwem górnośląskim i pamięci lat tam spędzonych.
W ostatnich latach życia przygotowywał do druku wspomnienia pt.: Dwie wojny, pisząc codziennie przez wiele godzin.
Zmarł w Ottawie po kilkudniowej chorobie 12 grudnia 1963 roku, gdzie został pochowany na cmentarzu Notre Dâme. Był żonaty z Janiną z Szymańskich, miał syna Jana i córkę Barbarę.
Obecnie imię gen. dyw. dr. Józefa Ludwika Zająca nosi 21 dywizjon przeciwlotniczy 21 Brygady Strzelców Podhalańskich w Jarosławiu. 22 października 2024 minister obrony narodowej nadał 3 Brygadzie Radiotechnicznej we Wrocławiu imię gen. dyw. pil. dr. Józefa Zająca.

## Publikacje autorskie
- Badania nad wytwarzaniem się mechanizmów skojarzeń, Kraków 1913;
- Słownik taktyczny francusko-polski, Warszawa 1919;
- O podstawach karności wojskowej, Warszawa 1922;
- Szkolenie taktyczne dowódców, Warszawa 1935;
- Z problematyki widzenia przestrzennego, Poznań 1959, 1961;
- Dwie wojny, t. 1, Mój udział w wojnie o niepodległość i w obronie powietrznej Polski, Londyn 1964; t. 2, W Szkocji i na Środkowym Wschodzie, Londyn 1967.

## Awanse
- porucznik – 20 października 1914 roku
- kapitan – 14 marca 1915 roku
- major – 1 listopada 1916 roku[10]
- podpułkownik – 1918
- pułkownik – 22 maja 1920 roku zatwierdzony z dniem 1 kwietnia 1920 roku, w piechocie, w grupie oficerów byłej armii gen. Hallera, 3 maja 1922 roku zweryfikowany ze starszeństwem z dniem 1 czerwca 1919 roku i 46. lokatą w korpusie oficerów piechoty[11][12]
- generał brygady – 1 grudnia 1924 roku ze starszeństwem z dniem 15 sierpnia 1924 i 27. lokatą w korpusie generałów[13]
- generał dywizji – 3 maja 1942 roku

## Ordery i odznaczenia
- Krzyż Srebrny Orderu Wojskowego Virtuti Militari nr 4497 – 19 września 1922[14][15][16]
- Krzyż Komandorski Orderu Odrodzenia Polski – 11 listopada 1934 „za zasługi w służbie wojskowej”[17][18]
- Krzyż Niepodległości – 6 czerwca 1931 „za pracę w dziele odzyskania niepodległości”[19]
- Krzyż Oficerski Orderu Odrodzenia Polski – 2 maja 1923 „w uznaniu zasług, położonych dla Rzeczypospolitej Polskiej na polu administracji wojskowej”[15][20][21][22]
- Krzyż Walecznych czterokrotnie (po raz 1 i 2 w 1921 „w zamian za otrzymaną wstążeczkę biało-amarantową b. armii gen. Hallera”[23])
- Złoty Krzyż Zasługi z Mieczami
- Złoty Krzyż Zasługi po raz drugi – 10 czerwca 1939 „za zasługi na polu pracy społecznej”[24]
- Złoty Krzyż Zasługi po raz pierwszy – 19 marca 1931 „za zasługi na polu organizacji i wyszkolenia wojska”[25]
- Krzyż Zasługi Wojsk Litwy Środkowej[15]
- Medal Pamiątkowy za Wojnę 1918–1921[15]
- Medal Dziesięciolecia Odzyskanej Niepodległości[15]
- Znak Pilota – 4 maja 1939 z dniem 1 stycznia 1939
- Krzyz Komandorski Orderu Gwiazdy Rumunii[15]
- Krzyż Komandorski francuskiego Orderu Legii Honorowej – 1934[26][15]
- Krzyż Oficerski Orderu Świętych Maurycego i Łazarza – Włochy, zezwolenie 1923[15][27]
- Krzyż Kawalerski francuskiego Orderu Legii Honorowej – 1921[15][28]
- Krzyż Kawalerski brytyjskiego Orderu Łaźni
- austro-węgierski Krzyż Zasługi Wojskowej
- austro-węgierski Medal Zasługi Wojskowej
- Medal Zwycięstwa – 12 grudnia 1921[29][30]
- pruski Krzyż Żelazny 2. klasy – 12 maja 1917[31]